# Bernard Brunhes (homme d'affaires)
Ne doit pas être confondu avec Bernard Brunhes (géophysicien).
Pour les autres membres de la famille, voir Famille Brunhes.
Pour les articles homonymes, voir Bernard Brunhes et Brunhes.
 (décembre 2015).
Si vous disposez d'ouvrages ou d'articles de référence ou si vous connaissez des sites web de qualité traitant du thème abordé ici, merci de compléter l'article en donnant les références utiles à sa vérifiabilité et en les liant à la section « Notes et références ».
Bernard Brunhes, né le 22 mars 1940 à Paramé (Ille-et-Vilaine) et mort le 5 septembre 2011 à Rueil-Malmaison est un expert français en management des ressources humaines et des politiques sociales. Après une carrière menée dans la haute administration et le secteur public, il fonda et développa un cabinet de conseil, Bernard Brunhes Consultants, et exerça ensuite les fonctions de vice-président du groupe BPI, après la fusion de son cabinet avec ce groupe.

## Biographie

### Famille
Bernard Brunhes est le fils du député et sénateur Julien Brunhes (1900-1986) — lui-même fils du géophysicien Bernard Brunhes (1867-1910) —  et de Françoise Arnoux, fille du peintre Guy Arnoux (1886-1951).

### Formation
Ancien élève de l’École polytechnique (promotion X1958), diplômé de l'Institut d'études politiques de Paris, de l’École nationale de la statistique et de l'administration économique (promotion ENSAE 1963).

### Parcours professionnel
Bernard Brunhes a été successivement administrateur puis chef de cabinet du directeur général à l’Insee (1963-73), adjoint au directeur de l’Office statistique des Nations unies à New York (1973-1975), chef du service des Affaires sociales au Commissariat général du Plan (1976-81) et conseiller du Premier ministre pour les affaires sociales (1981-83), président du groupe Caisse des Dépôts Développement (C3D), filiale de la Caisse des dépôts. En 1987, il crée une société de conseil qui porte son nom, Bernard Brunhes Consultants qu'il dirigera jusqu'en 2004 et son absorption par le groupe BPI dont il devient vice-président (2005-2009). Il poursuivit ses activités de conseil en management des ressources humaines et des politiques sociales, tout en présidant la société HLM d'Emmaüs, Emmaüs Habitat, et siégeant aux conseils d'administration du groupe l'Express-Roularta et de BVA.

### Vie politique
De 1981 à 1983, il a été conseiller pour les affaires sociales du Premier ministre, Pierre Mauroy, lors de la mise en œuvre des grandes réformes sociales du gouvernement socialiste puis des premières mesures de rigueur.

### Autres activités et mandats
- Président de la société Emmaüs Habitat
- Président d'Initiative France  (de 2003 à 2010)
- Membre du conseil de surveillance du groupe de presse Groupe Express-Roularta
- Membre du conseil de surveillance de BVA
- Membre du conseil d'administration de BPI

## Mandats au cours des dernières années
- Président de la Commission de l'emploi du XIe Plan.
- Rapporteur général du Groupe européen d'experts de haut niveau sur les conséquences économiques et sociales des mutations industrielles.
- Membre de la Mission de concertation sur la rénovation des soins de ville « Les Quatre Sages » (2001).
- Rapporteur du séminaire européen sur les implications sociales de la mondialisation.

## Missions demédiation ministérielle
Il a été nommé pour des interventions de ce type, notamment :
- en 1988, dans le cadre d'un conflit du travail à la RATP à la demande du ministre des Transports, Michel Delebarre ;
- en 1991, entre l'État et des demandeurs d'asile qui poursuivent une grève de la faim à la demande du ministre des Affaires sociales, Jean-Louis Bianco ;
- en octobre 2005, nommé par le gouvernement Dominique de Villepin dans le conflit de la Régie des transports de Marseille (RTM).

## Publications
Bernard Brunhes a publié plusieurs ouvrages dont :
- Présentation de la Comptabilité nationale française (Bordas, nombreuses éditions de 1969 à 1985),
- Les Habits neufs de l’Emploi (NiL Éditions, 1996),
- Eurothérapies de l’Emploi (Presses de Sciences Po, 1999),
- Et leurs entreprises verront le jour (Autrement, 2007).
- En mission : Une vie engagée (avec Jean-Michel Mestres, Descartes&Cie, 2012).

Il fut chroniqueur à La Croix et à Liaisons sociales Magazine.